# Li Qian
Li Qian (født 6. juni 1990) er en kinesisk bokser, der konkurrerer i mellemvægtsdivisionen.
Hun repræsenterede Kina ved sommer-OL 2016 i Rio de Janeiro, hvor hun vandt bronze i mellemvægtskategorien.
Ved sommer-OL 2020 i Tokyo, som blev afholdt i 2021, vandt hun sølv.
Ved sommer-OL i Paris i 2024 vandt hun guld.